# Basilianus jacquesi
Basilianus jacquesi es una especie de coleóptero de la familia Passalidae.

## Distribución geográfica
Habita en Borneo.